# 마네즈나야 광장 (상트페테르부르크)

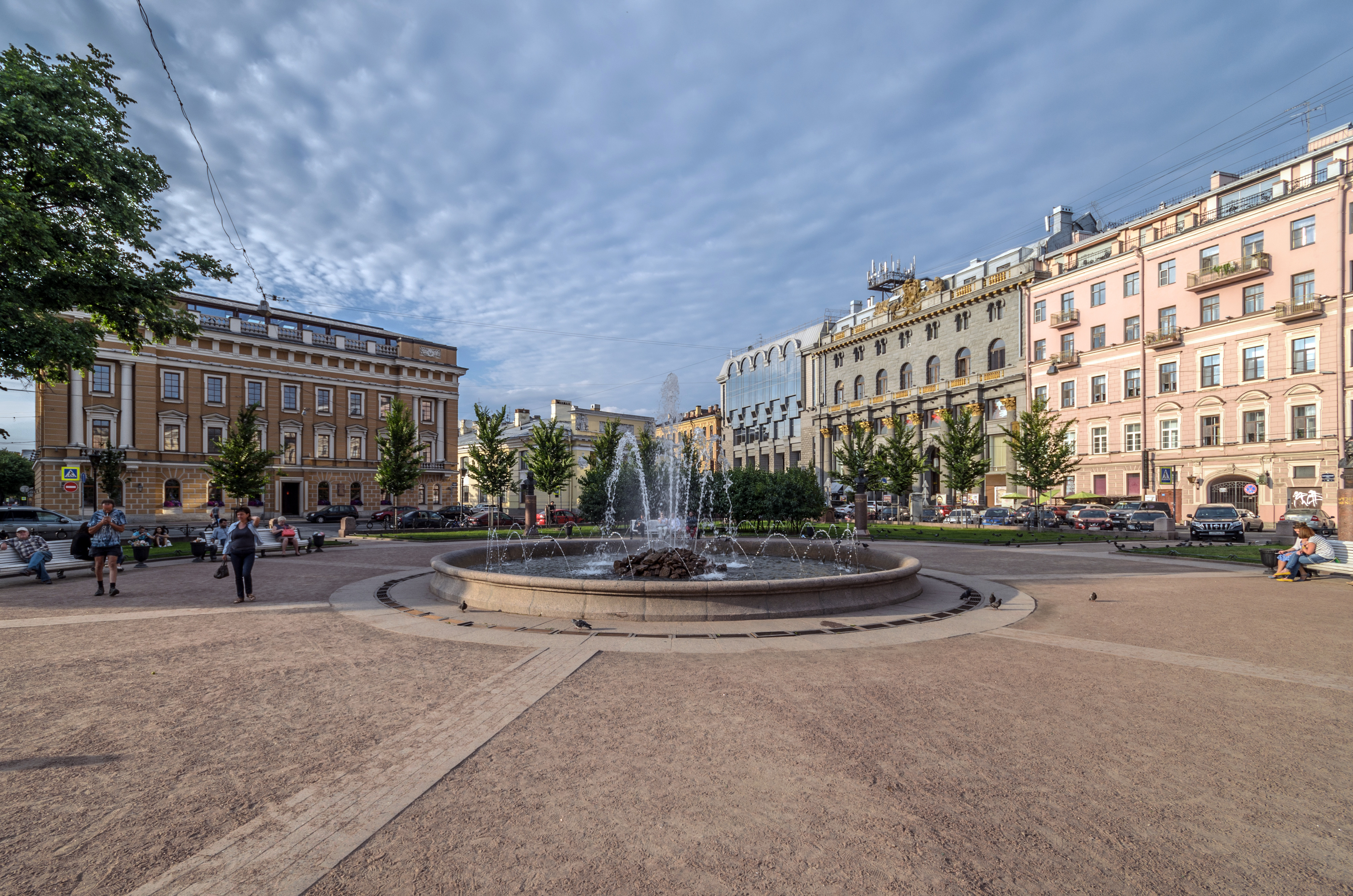
마네즈나야 광장의 분수

마네즈나야 광장(러시아어: Манежная площадь)은 러시아 상트페테르부르크 중심부에 위치한 광장으로, 붉은 광장의 북서쪽에 있다. 마네지(Манеж)는 프랑스어 manège에서 온 말로 승마 학교 등을 의미하는 단어로 광장 근처에 마장(馬場)이 있었다.

## 지도
|                         |                     |
| 1 — 미하일롭스키 성     | 8 — 주택            |
| 2 — 구 국방부           | 9 — 주택            |
| 3 — 미하일롭스키 마네즈 | 10 — 주택           |
| 4 — 주택                | 11 — 주택           |
| 5 — 구 마네즈 정원      | 12 — 주택           |
| 6 — 미하일롭스키 성     | 13 — 주택           |
| 7 — 라디오의 집         | 14 — 촬영술의 집    |
|                         | 15 — 신 마네즈 정원 |